# لوزارتان/هيدروكلورثيازيد
لوزارتان/هيدروكلورثيازيد يُباع تحت الاسم التجاري هيزار وغيرها، هو دواء مركب يستخدم لعلاج ارتفاع ضغط الدم عندما لا يكون اللوسارتان كافيًا. يتكون من اللوسارتان ( مضاد مستقبلات الأنجيوتنسين II) وهيدروكلورثيازيد (مدر للبول). يؤخذ هذا الدواء عن طريق الفم.
تشمل الآثار الجانبية الشائعة الدوخة وآلام الظهر والتهابات الجهاز التنفسي العلوي. قد تشمل الآثار الجانبية الخطيرة انخفاض ضغط الدم والقصور الكلوي وردود الفعل التحسسية واضطرابات الكهرل. لا يُنصح باستخدامه أثناء الحمل والرضاعة الطبيعية. يعمل اللوسارتان عن طريق منع تأثيرات أنجيوتنسين II بينما يعمل هيدروكلورثيازيد عن طريق تقليل قدرة الكلى على امتصاص الشوارد. تشمل التفاعلات الليثيوم والعوامل التي تزيد من البوتاسيوم ومضادات الالتهاب اللاستيرويدية.
تمت الموافقة على التركيبة للاستخدام الطبي في الولايات المتحدة في عام 1995. وهي متوفرة كدواء عام. يُكلِف العرض الشهري في المملكة المتحدة هيئة الخدمات الصحية الوطنية حوالي 1.50 جنيه إسترليني شهريًا اعتبارًا من عام 2019. في الولايات المتحدة تبلغ تكلفة البيع بالجملة لهذا المبلغ حوالي 2.50 دولار أمريكي. في عام 2017، كان الدواء رقم 67 الأكثر شيوعًا في الولايات المتحدة، مع أكثر من أحد عشر مليون وصفة طبية.

## الاستخدامات الطبية
يتم استخدامه لعلاج ارتفاع ضغط الدم يؤخد مرة واحدة في اليوم. بناءً على الاستجابة الأولية لضغط الدم أو الآثار الجانبية للوسارتان/هيدروكلورثيازيد، يمكن زيادة الجرعة أو تقليلها. مع كل تغيير في الجرعة، قد يستغرق الأمر ما يصل إلى شهر لرؤية التأثير الكامل.

## الآثار الجانبية
تتضمن الآثار الجانبية الشائعة الدوخة والصداع وآلام الظهر والطفح الجلدي والحمى والإسهال والسعال والتهابات الجهاز التنفسي العلوي. قد تشمل الآثار الجانبية الخطيرة انخفاض ضغط الدم والقصور الكلوي وردود الفعل التحسسية واضطرابات الكهرل.

## التفاعلات الدوائية
التفاعلات الدوائية التي يجب أن تكون على دراية بها تشمل الليثيوم، والعوامل التي تزيد من مستويات البوتاسيوم في الدم، واستخدام هيدروكلورثيازيد مع الأدوية المضادة لمرض السكر سواء عن طريق الفم أو الأنسولين.

## آلية العمل
يعمل اللوزارتان عن طريق منع تأثيرات أنجيوتنسين II عن طريق منعه من الارتباط بمستقبل الأنجيوتنسين I بينما يعمل هيدروكلورثيازيد عن طريق تقليل قدرة الكليتين على امتصاص الشوارد. يقلل هيدروكلورثيازيد بشكل غير مباشر من مستويات البوتاسيوم في الدم.

## الأسماء التجارية
يتم تسويق تركيبة اللوزارتان/هيدروكلوروثيازيد من قبل شركة ميرك آند كو تحت الاسم التجاري هيزار وإكينو للأدوية تحت اسم أنزابل. تقوم شركة ميرك آند كو و شارب آند دوم بتسويقها باسم أوكسار بلس في إسرائيل. تسوّقها شركة كوزار في السويد وجنوب أفريقيا.